# Тополевка (Новосибирская область)
Тополевка — посёлок в Барабинском районе Новосибирской области. Входит в состав Новоярковского сельсовета.

## География
Площадь посёлка — 8 гектар

## История
Основан в 1933 г. В 1976 г. Указом президиума ВС РСФСР посёлок фермы № 4 совхоза «Береговой» переименован в Тополевка.

## Население
| 2002 | 2007 | 2010 |
| ---- | ---- | ---- |
| 311  | ↘310 | ↘258 |

## Инфраструктура
В посёлке по данным на 2007 год функционируют 1 учреждение здравоохранения, 2 образовательных учреждения.